# بوست نورد
بوست نورد أيه بي هي شركة تقدم الخدمات البريدية وتعمل بشكل أساسي في بلدان الشمال الأوروبي . تأسست الشركة في 24 يونيو 2009 تحت اسم بوستن نوردن ، باعتبارها الشركة القابضة في اندماج بين مقدمي الخدمات البريدية الدنماركية والسويدية بريد الدنمارك وبوستنورد سفرايج . في عام 2011، تم تغيير اسم الشركة إلى بوست نورد .    
مالكي مجموعة بوست نورد هم دولة السويد (60 بالمائة) ودولة الدنمارك (40 بالمائة). ومع ذلك، يتم تقسيم حقوق التصويت بالتساوي (50/50) بين المالكين، ويعين المالكان المعنيان أعدادًا متساوية من أعضاء مجلس إدارة الشركة.  
في عام 2015، قامت الشركة التابعة التي تعمل في السويد بتغيير اسمها من بوستن أيه بي إلى بوست نورد جروب أيه بي ، في حين لم يتم تغيير اسم الكيان القانوني الذي يعمل في الدنمارك.   في السويد ، اعتبارًا من 2020  تعد المجموعة ثاني أكبر جهة توظيف من حيث عدد الموظفين، بعد شركة فولفو للسيارات . 